# 勝又幸恵
勝又 幸恵（かつまた ゆきえ）は、日本の気象予報士。株式会社ウイング所属。

## 人物・来歴
長野県出身。航空会社勤務時の気象ブリーフィングで気象に興味を持ち、2006年に気象予報士資格取得。NHK静岡、NHK仙台、NHK BSで気象キャスターを務める。

## 出演
- たっぷり静岡 （NHK静岡 2007年）
- 情報テラス （NHK仙台 過去）
- ウィークエンド東北 （NHK仙台 過去）
- 東北ラジオあさいちばん （NHK仙台 過去）
- おはよう宮城 （NHK仙台 過去）
- 情報パレット （NHK仙台 2009年）
- てれまさむね （NHK仙台 2009年）
- ワールドWave モーニング（NHK BS1 2011年 - 2014年3月）木曜・金曜 ワールド・ウエザー担当
- キャッチ!世界の視点→キャッチ!世界のトップニュース（NHK BS1 2014年4月 - 2015年7月, 2016年4月 -）木曜・金曜 ワールド・ウエザー担当
- NHKジャーナル（NHKラジオ第1放送 2017年11月20日 - 11月24日、2019年2月18日 - 22日）
- マイあさ！（NHKラジオ第1放送、不定期・伊藤みゆきの代理）